# Burg Veitsberg
Burg Veitsberg ist abgegangene Höhenburg auf dem gleichnamigen Berg bei Veitsberg, einem Ortsteil der Stadt Berga-Wünschendorf im Landkreis Greiz in Thüringen.

## Geschichte
974 ist das Gründungsjahr der Veitskirche. Die Kirche war Mittelpunkt eines Burgwardgebietes, wie man annimmt. Von hier aus entfalteten die Vögte von Weida ihren Einflussbereich. Der Westturm der Kirche zeigt heute noch Verteidigungscharakter.
Der langgestreckte Veitsberg war schon früher und während der slawischen Siedlungsperiode besiedelt. Daher war die Burg schon länger, als vermerkt, an diesem Ort.

## Lage
Der Veitsberg mit seinem langgestreckten Rücken befindet sich an einer ausgezeichneten strategischen Position am Südrand des kleinen Talbeckens um den jetzigen Wünschendorfer Raum. Unterhalb des Berges kreuzte sich aus dem Saaleraum kommender Zweig der Salzstraße mit der nach Norden Richtung Zeitz führende Verbindung. Die Elsterfurt konnte von da oben aus leicht kontrolliert werden. Unterhalb der Burg sollen die Flüsse Weida und Elster in enger Nachbarschaft sechs Furten dem Verkehr gedient haben.
Die Burg stand dicht über eine steil abfallenden Talkante und lag südlich vom Kirchhof. Hohlwege werden als Grabenreste gedeutet. Der Kirchturm ähnelt einem Bergfried.
Die heutige Kirche soll als Burgkirche bereits Teil der abgegangenen Burg gewesen sein.